# Valadares (São Pedro do Sul)
Valadares es una freguesia portuguesa del concelho de São Pedro do Sul, con 20,42 km² de superficie y 1.007 habitantes (2001). Su densidad de población es de 49,3 hab/km².